# Samir Al Wahaj
Samir Al Wahaj (1º settembre 1979) è un calciatore libico, attaccante del Ahly Bengazi.

## Palmarès
- Capocannoniere del campionato libico: 2

2005-06 (18 reti), 2008-09 (19 reti)